# Symfonie nr. 4 (Atterberg)
Kurt Atterberg componeerde zijn Symfonie nr. 4 Sinfonia piccola opus 14 in g mineur gedurende de jaren 1917 en 1918.
De sinfonia piccolo (kleine symfonie) moet wellicht gezien worden als een tussendoortje, want de componist was met andere zaken bezig. Als eerste probeerde hij zijn opera Härvard’s Terugkeer (Härvard’s Harpolekare) te voltooien, schreef hij twee balladen voor piano en moest hij zijn cellopartij oefenen voor een uitvoering van de derde symfonie van Aleksandr Skrjabin. De symfonie is gebaseerd op allerlei Zweedse volksliedjes die toentertijd (1875) net gebundeld waren. Dat is waarschijnlijk ook meteen de verklaring dat de symfonie voor korte tijd populair was binnen Zweden. Ook Amsterdam ontkwam niet aan deze symfonie. Willem Mengelberg dirigeerde het Koninklijk Concertgebouworkest in 1922 met dit werk op het programma. De eerste uitvoering van dit werk kwam op naam van Georg Schneevoight in 1919. Het kon niet voorkomen dat het werk in de vergetelheid is geraakt.

## Muziek
De muziek is, zoals te verwachten valt, van een componist die net afgestudeerd is en nog niet geheel zijn eigen weg heeft gevonden traditioneel van opzet (vier delen), orkestratie (zie onder) en klank.

### Delen
1. Con forze (6:00)
2. Andante (7:31)
3. Scherzo (1:15)
4. Finale, Rondo (5:39)

- de tijden worden weergegeven om een indruk te krijgen van de tijdsverhoudingen.

### Orkestratie
- 2 dwarsfluit waarvan 1 ook piccolo, 2 hobo’s, 2 klarinetten, 2 fagotten;
- 4 hoorns, 2 trompetten, 2 trombones
- pauken
- violen, altviolen, celli, contrabassen

## Discografie
- Uitgave Sterling: Norrköpings Symfoniorkester o.l.v. Sten Frykberg
- Uitgave cpo: Radiosymfonieorkest Frankfurt Ari Rasilainen

Bijzonderheid: De Sterlingopname is afkomstig van een elpee omdat de originele banden verloren zijn gegaan; geluidstechnicus was Robert von Bahr, later directeur van BIS Records. Datum van opname is 9 september 1976 in Norrköping.